# Terminus (verhaal)
Een terminus (Latijn: beëindiging) is de laatste zin van een tekst: een manuscript, een gedicht, een lied, een hymne, een gebed. De laatste woorden werden zorgvuldig gekozen, opdat het voorgaande wordt benadrukt en dit goed herinnerd kan worden.
De eerste zin (openingszin) van een tekst worden incipit genoemd.

## Voorbeelden
- Sprookjes: 'En ze leefden nog lang en gelukkig', 'En als ze niet gestorven zijn, dan leven ze nu nog'
- Gebed: Amen